# Dorcathispa
Dorcathispa là một chi bọ cánh cứng trong họ Chrysomelidae.
Chi này được miêu tả khoa học năm 1901 bởi Weise.

## Các loài
Các loài trong chi này gồm:
- Dorcathispa alternata (Weise, 1900)
- Dorcathispa bellicosa (Guérin-Menéville, 1841)
- Dorcathispa extrema (Péringuay, 1898)